# Списък с епизоди на „Финиъс и Фърб“
Това е списъкът с епизодите на „Финиъс и Фърб“, излъчвани в България. Той значително се различава от оригиналния ред, както и от броя на епизодите.

## Сезон 1
1. Увеселителното влакче
2. Бързите и екпи Финмиъс/Градински джуджета тероризират плажа
3. Великолепната двойка/Зима
4. Ти ли си моята мумия?/Изгряваща звезда
5. Разяреният гадняр/Осветление, Кендис, снимаме
6. Махнете Голяма стъпка от мен/Пери готви дървото
8. Пътуване във времето
9. Цирк де Фолей/Играчки за целия свят
10. Едно сплашване трябва да помогне
11. Рицар за един ден/Аз, роботът
12. Рожденият ден на мама/Пътешестие до центъра на Кандис
13. Модният подиум/Аз пищя, ти пищиш
14. Този кален, кален кален свят/Балада за лошата брада
15. Летящият рибар
16. Финиъс и Фърб са спипани
17. Гръцката светкавица/Остави наказанието на нас
18. Завърти колелата/Най-мързеливият ден
19. Приятел от 27 000 години преди Христа/Пътешествие до дълбините с Бюфърт
20. Махнете игрището за голф/Тялото на птицечовка прави ли ме дебела?
21. Записът от камерата на улицата/Рекордът с топката за бпулинг
23. Излитане

## Сезон 2
1. Чудовището от езерото Нос
2. Интервю с птицечовка/Съвет на деня
3. Атаката на 15 метровата сестра/Аквариумът
4. Денят на живото желе/Елементарно, драга ми Стейси
6. Пери снася яйце/Разбий играта
7. Татеус и Тор/Самолетът
9. О, ето те Пери/Семейна вакнция
10. Телевизионна игра/Автомивка
11. Криеница/Потъването на кораба
12. Балджийтълс/Непреклонната Ванеса
13. Господин сладко зайче/Спа ден
14. Машината на времето на Финиъс и Фърб
15. Любими песни от 1 сезон на Финиъс и Фърб
16. Големият балон/Изабела и храмът на дървесния сок
17. Разведряването на Кендис/Скаутско джамборе
18. Законът на побойника/Да намериш Мери Макдъфин
19. Странната машина/Атлантида
20. Фототранспортрът/Скучни танци
21. Робот на средна възраст/Плавата Сузи
22. Денят на Кмета/Големият ден на Кендис
23. Под прикритие/Хип Хип парад
24. Нашествието на крадците на Фърб/Забранено за деца
25. Магьосникът от Одд
26. Без Финиъс и Фърб/Ловци на Финиъс и Фърб
27. Птицата
28. Повелителят на гущерите/Ропо Родео
29. Тайната на успеха/На луната
30. Кметицата/Щандът за лимонада
31. Раздвоена самоличност/Почивен ден
32. Лабиринтът/Дами и господа, посрещнете Макс Модем
33. От един дол дренки
34. Музикалната кутия/Спипаната Кендис
35. Хавайска почивка
36. Лятото е за теб
37. Увеселително влакче – мюзикълът
38. Коледната ваканция на Финиъс и Фърб
39. Къде е пери

## Сезон 3
1. Бягай Кендис, бягай/Последният влак за Спипвил
2. Дъждовен ден/Кендерени
3. Коремът на звяра/Лунната ферма
4. Рожденият ден на Финиъс
5. Задай глупав въпрос/Забелязаната птицечовка
6. Хрониките на Мийп 
7. Фестивал на рулото стефани/Без прическа
8. Финиъс и Фърб бездействат/Истинско момче
9. Мамо чуваш ли ме?/Екскурзията
10. Мини скокни/Обиколката на Фърб
11. Моят прекрасен вратар
12. Пери птицеактьора/Право в целта
13. Бягсто от кулата на Финиъс/Остатъците от птиццечовката
14. Фърбешки еизк/Картофени палачинки
15. 27 000 преди новата ера/Дуф династия
16. Семейна Коледа с Финиъс и Фърб/ЛяЗима
17. Ескалифърб
18 Монограм младши
19. Чудовището от Ид/Дузина мравки
20 Най-Тихият ден/Краят на едно приятелство
27. На кафе с врага/Съкровището – бутушът на тайните
28. Дуфечовка/Норм се развихря
29. Безмийпици в Сиатъл
30. Примамка за майки/Черепоус Максимус
31. Чудовището от Ид/Дузина мравки
32. Агент Дуф/Финиъс и Фърб и храмът на царевицата
33. Сблъсъка на световете
34. Затъмнение/Какво съм пропуснал?
35. Предисторията
36. Съдбовна доставка/Да подскачаме

## Сезон 4
1. Само за леда/Честита нова година
2. Муха на стената/ Моята хубава кола
3. Спипване по Билфъртски/Дандания в задния двор
4. Страшният Торбалан/Само десерти
5. Отклонение
6. Първичният Пери
7. Сложният възел/Размяната
8. Денят на пчелата/История с пчели
9. Големите водни топки/Къде е Пинки?
10. Любов от първи Байт/Направи услуга
11. ЛаКендискабра/Чест рожден ден, Изабела
12. Хвърчилата
13. Финиъс и Фърб – Мисия Марвел – част първа 
14. Финиъс и Фърб – Мисия Марвел – част втора
15. Не, благодаря/Историята на Троя
16. Най-големият страх/Такъв ни е късметът
17. Парни момчета/Това не е пикник
18. Ужасяващата трищатна история на ужаса
19. Друселщайнин/Пребори страха си
20. Гимназия Денвил/Денят на бащата
21. Операция сладко кексче/Кендис се преобразява
22. Дръж се зряло
23. Ултиматомът на Климпалум
24. Не ме прекъсвайте/Уникалният метод
25. Истории от съпротивата – Завръщане във второто измерение
26. Нощта на живите аптекари
27. Завръщането на заека отцепнник/Живот на скорост
28. Изгубен в Денвил/Уникалният метод
29. Финиъс и Фърб спасяват лятото
30. Финиъс и Фърб Междузвездни войни
31. Последният ден от лятото

## Филм
Сериалът има един филм, излязъл между 1-ви и 2-ри сезон. Името му е „Финиъс и Фърб: Отвъд второто измерение“.

### Сюжет
Историята започва в един летен следобед в Денвил и разказва за най-голямото приключение на доведените братя Финиъс и Фърб – неочакваното им пътешествие до друго измерение. Когато момчетата разкриват, че техният обичан домашен любимец Пери птицечовката, всъщност е таен агент под прикритие, който ежедневно се бори срещу злото, те решават да го последват в приключението на живота си и заедно се озовават алтернативния град Денвил. Това зловещо, добре познато място, досущ копира техния роден град, но тук злият д-р Дуфеншмърц успешно царува над мрачната вселена и е забранил всичко слънчево и лятно. След като те откриват неговия таен замисъл да завладее истинския Денвил, бандата заедно с техните двойници от друго измерение, водени от Кандис 2, се обединяват, за да го спрат и да върнат реда, щастието и лятото обратно в Денвил.
| Име                                             | Режисьори                   | Премиера      | Времетраене |
| Финиъс и Фърб: Филмът „Отвъд второто измерение“ | Дан Повърнмайер, Робърт Хюз | 5 август 2011 | 78 минути   |
| ----------------------------------------------- | --------------------------- | ------------- | ----------- |

## Досиетата на О.Б.Г.А
След приключването на 4-ти сезон излиза специален епизод „Досиетата на О.Б.Г.А.“ В епизода се разказва за агентите – животни и тяхната дейност в организацията. Премиерата в България е на 28 ноември 2015 година.